# Iván García Cortina
Iván García Cortina (* 20. November 1995 in Gijón) ist ein spanischer Radrennfahrer.

## Sportlicher Werdegang
Nachdem García Cortina 2012 im Alter von 17 Jahren Spanischer Junioren-Meister im Straßenrennen wurde, fuhr er nach dem Wechsel in die U23 zunächst für das spanische Team EDP. Zur Saison 2015 wurde er Mitglied im tschechischen UCI Continental Team AWT greenway. Im zweiten Jahr für das Team erzielte er seinen ersten Erfolg, als er die vierte Etappe des Course Cycliste de Solidarność et des Champions Olympiques gewann.
In der Saison 2017 stieg García Cortina in die UCI WorldTour auf und erhielt einen Vertrag beim Team Bahrain-Merida. Noch im selben Jahr absolvierte er mit der Vuelta a España seine erste Grand Tour, bei der er auch auf der 19. Etappe mit Platz 3 seine bisher beste Etappenplatzierung bei einer Grand Tour erreichte. 2019 und 2020 fügte er seinem Palmarès mit Etappengewinnen bei der Kalifornien-Rundfahrt und Paris–Nizza zwei Erfolge auf der UCI World Tour hinzu.
Zur Saison 2021 wechselte García Cortina zum Movistar Team. Den ersten Erfolg für sein neues Team erzielte er in der Saison 2022 mit dem Sieg bei Gran Piemonte.

## Erfolge

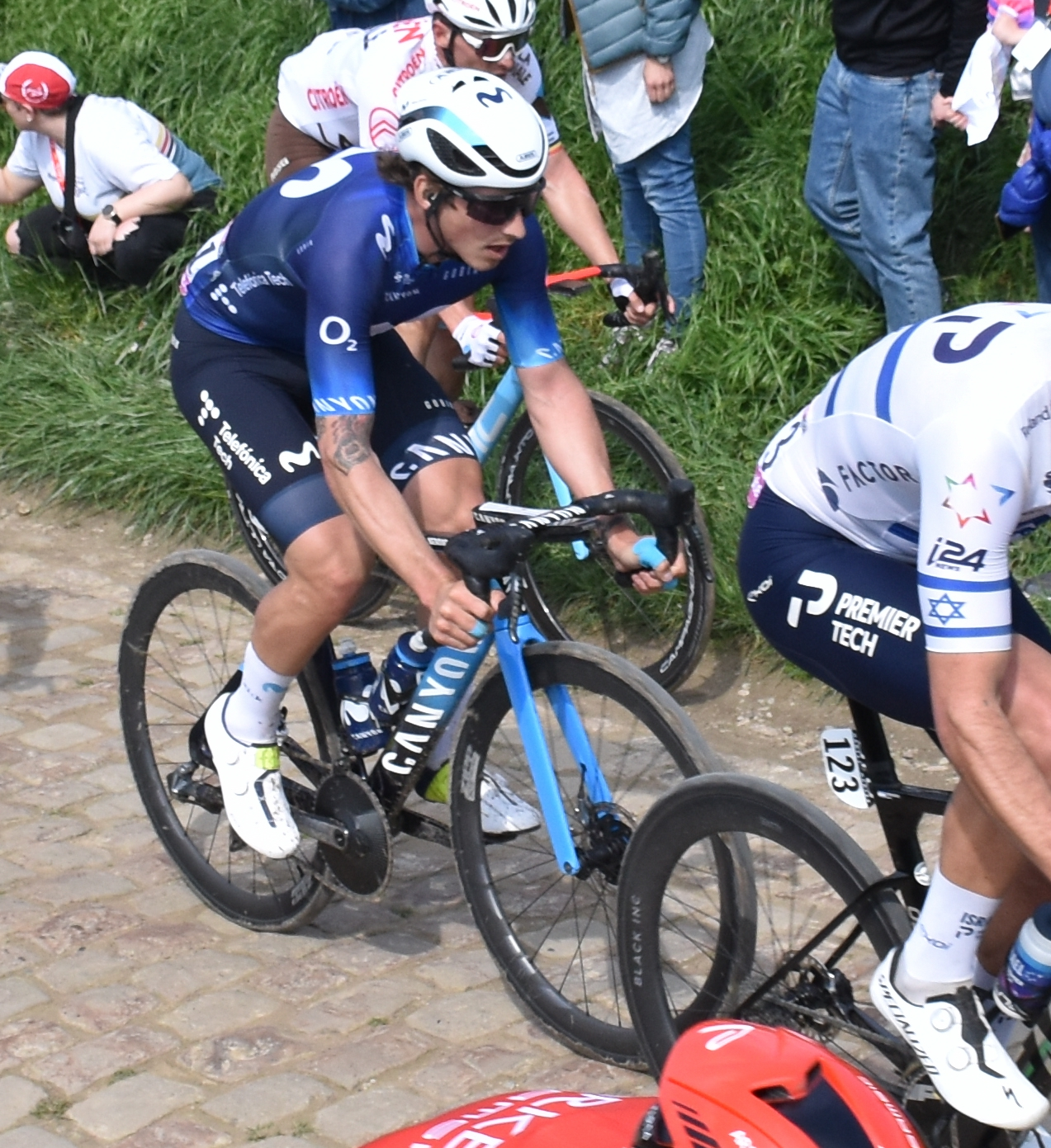
Ivan Garcia Cortina (Paris–Roubaix 2023)

2012
- Spanischer Meister (Junioren) – Straßenrennen

2016
- eine Etappe Course Cycliste de Solidarność et des Champions Olympiques

2019
- eine Etappe Kalifornien-Rundfahrt

2020
- eine Etappe Paris–Nizza

2022
- Gran Piemonte

2025
- eine Etappe Asturien-Rundfahrt

## Grand-Tour-Platzierungen
| Grand Tour            | 2017 | 2018 | 2019 | 2020 | 2021 | 2022 | 2023 | 2024 | 2025 |
| --------------------- | ---- | ---- | ---- | ---- | ---- | ---- | ---- | ---- | ---- |
| Giro d’ItaliaGiro     | –    | –    | –    | –    | –    | –    | –    | –    | –    |
| Tour de FranceTour    | –    | –    | 114  | –    | 94   | –    | –    | –    | 117  |
| Vuelta a EspañaVuelta | 100  | 99   | –    | –    | –    | –    | 72   | –    |      |